# Az Egyesült Királyság alkotmánya
Az Egyesült Királyság Alkotmánya azon törvények és jogelvek összessége, amelyeken az Egyesült Királyság jogrendje alapul.
Sok más államtól eltérően az Egyesült Királyság alkotmánya nem egyetlen dokumentum. Emiatt gyakran azt mondják, hogy az országnak "kodifikálatlan", vagy de facto alkotmánya van. Ugyanakkor az alkotmányt jelentős részben írott dokumentumok testesítik meg: statútumok, bírói ítéletek és szerződések. Az alkotmánynak vannak íratlan forrásai is, mint a parlamenti szokásjog és a felségjogok.
A brit alkotmány gerince hagyományosan a parlamentáris szuverenitás doktrínája, amely szerint az Egyesült Királyságban a Parlament rendelkezései jelentik a jog legfelső és végső forrását. Ebből az következne, hogy a parlament egyszerűen azzal megváltoztathatja az alkotmányt, ha új törvényeket hoz. Vitatott azonban, hogy ez ma is teljesen így van-e.